# Conus pongo
Espèce
Conus pongo est une espèce de mollusques gastéropodes marins de la famille des Conidae.
Comme toutes les espèces du genre Conus, ces escargots sont prédateurs et venimeux. Ils sont capables de « piquer » les humains et doivent donc être manipulés avec précaution, voire pas du tout.

## Taxonomie

### Publication originale
L'espèce Conus pongo a été décrite pour la première fois en 1982 par les malacologistes Hendrikus Eduard Coomans (d), Robert G. Moolenbeek (d) et Eduard Wils (d) dans « Basteria »,.

### Synonymes
- Conus (Textilia) pongo (Coomans, Moolenbeek & Wils, 1982) · appellation alternative
- Conus bullatus pongo Coomans, Moolenbeek & Wils, 1982 · non accepté (original rank)
- Textilia bullata f. pongo Shikama & Oishi, 1977 · non accepté (not available: established at..)
- not available: established at infrasubspecific rank
- Textilia pongo (Coomans, Moolenbeek & Wils, 1982) · non accepté